# Blame Canada
"Blame Canada" is een lied uit de tekenfilm South Park: Bigger, Longer & Uncut.
In het lied dat wordt gezongen door de ouders van de vier hoofdfiguren (Stan, Kyle, Cartman en Kenny) wordt Canada (en dat impliceert alle Canadezen) aangewezen als zondebok voor het grove taalgebruik van de kinderen en alle andere ellende op de wereld.
Dit is contraire aan de gebruikelijke indruk die Amerikanen hebben van Canadezen: altijd heel beleefd en netjes en waarvan nooit verondersteld zou kunnen worden dat zij grove taal zouden gebruiken. De opmerking Blame Canada (vrij vertaald: Geef de schuld aan de Canadezen) is dan ook bedoeld als satirisch en op die manier humoristisch.
De afgelopen jaren heeft de term een wat meer sinistere betekenis gekregen: Amerikaanse politici vonden dat de grens met Canada niet goed door de Canadezen bewaakt werd en dat World Trade Centre-terroristen via Canada zouden zijn binnengekomen, hetgeen niet waar bleek. Verder werd voor een grote elektriciteitsonderbreking in de VS in 2003 de oorzaak eerst gezocht in Canada. Later bleek dit onterecht.
Het lied Blame Canada werd genomineerd voor de Academy Award (Oscar) voor Best Song. Het zorgde hierna voor enige opschudding omdat alle nummers traditioneel worden gezongen tijdens de Oscaruitreiking en dit nummer het schuttingwoord fuck bevat.